# Rytidosperma semiannulare
Rytidosperma semiannulare är en gräsart som först beskrevs av Jacques-Julien Houtou de La Billardière, och fick sitt nu gällande namn av Henry Eamonn Connor och Elizabeth Edgar. Enligt Catalogue of Life ingår Rytidosperma semiannulare i släktet kängurugräs (släktet) och familjen gräs, men enligt Dyntaxa är tillhörigheten istället släktet kängurugräs (släktet) och familjen gräs. Arten förekommer tillfälligt i Sverige, men reproducerar sig inte. Inga underarter finns listade i Catalogue of Life.

## Bildgalleri

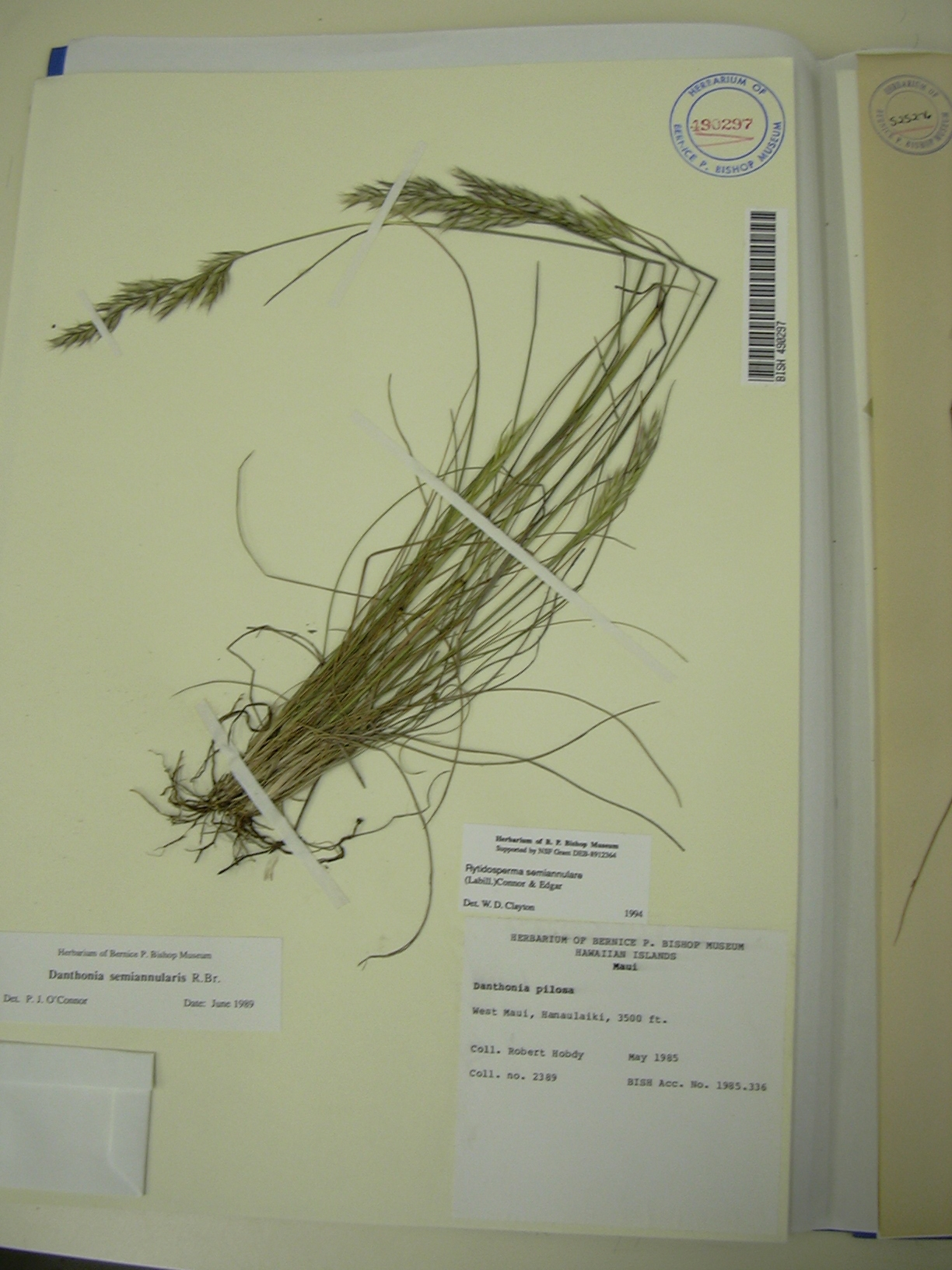
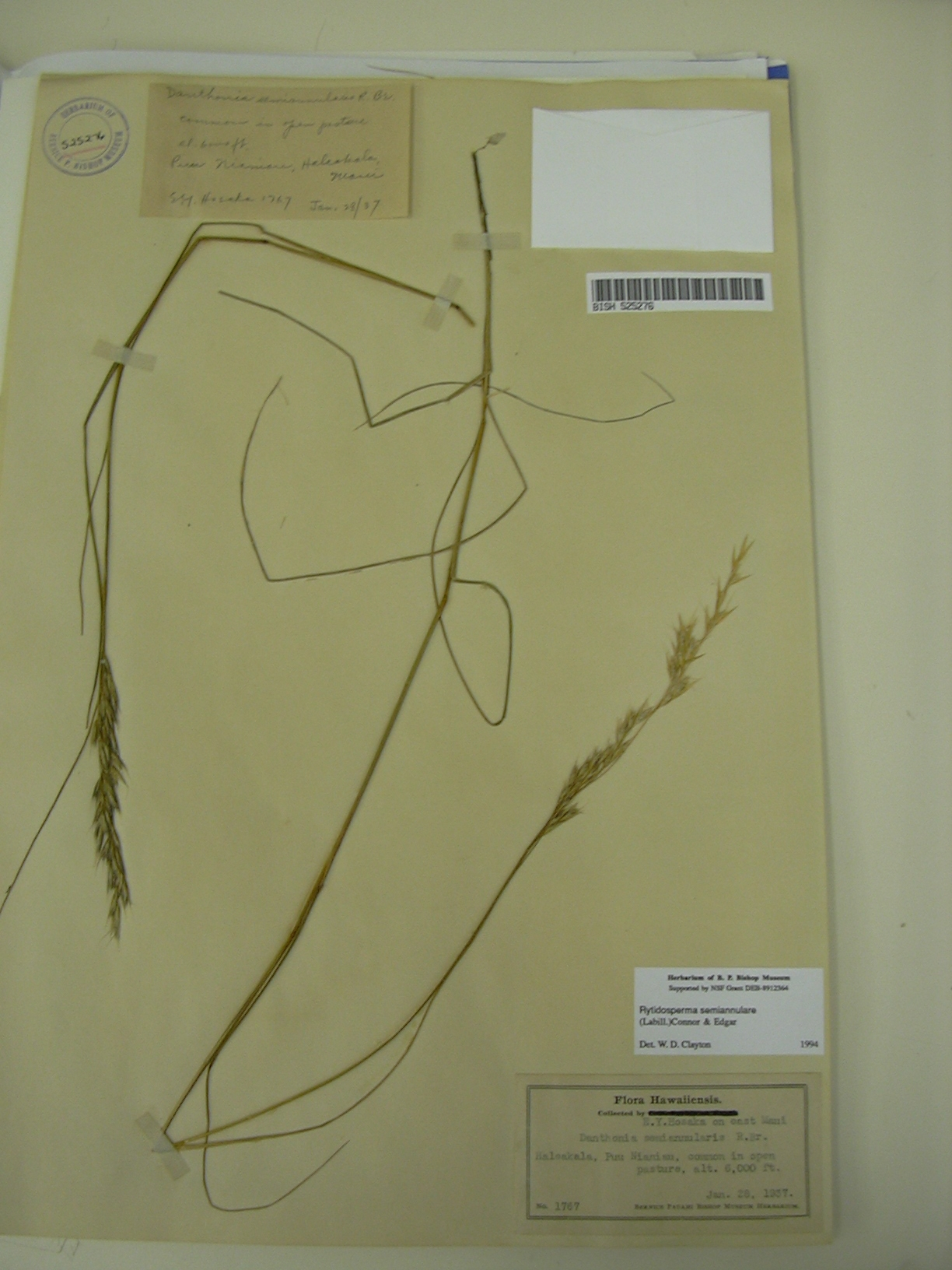
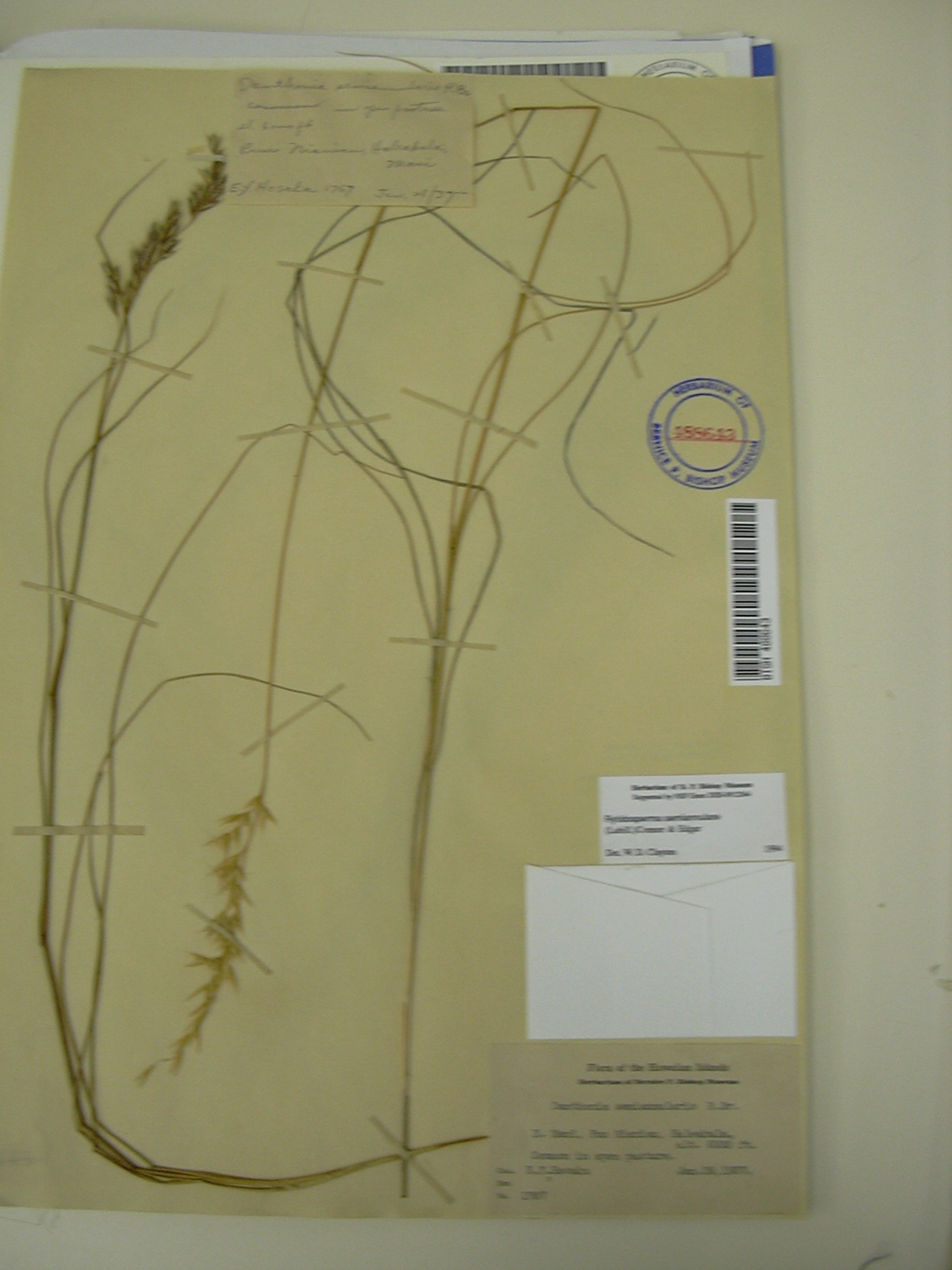
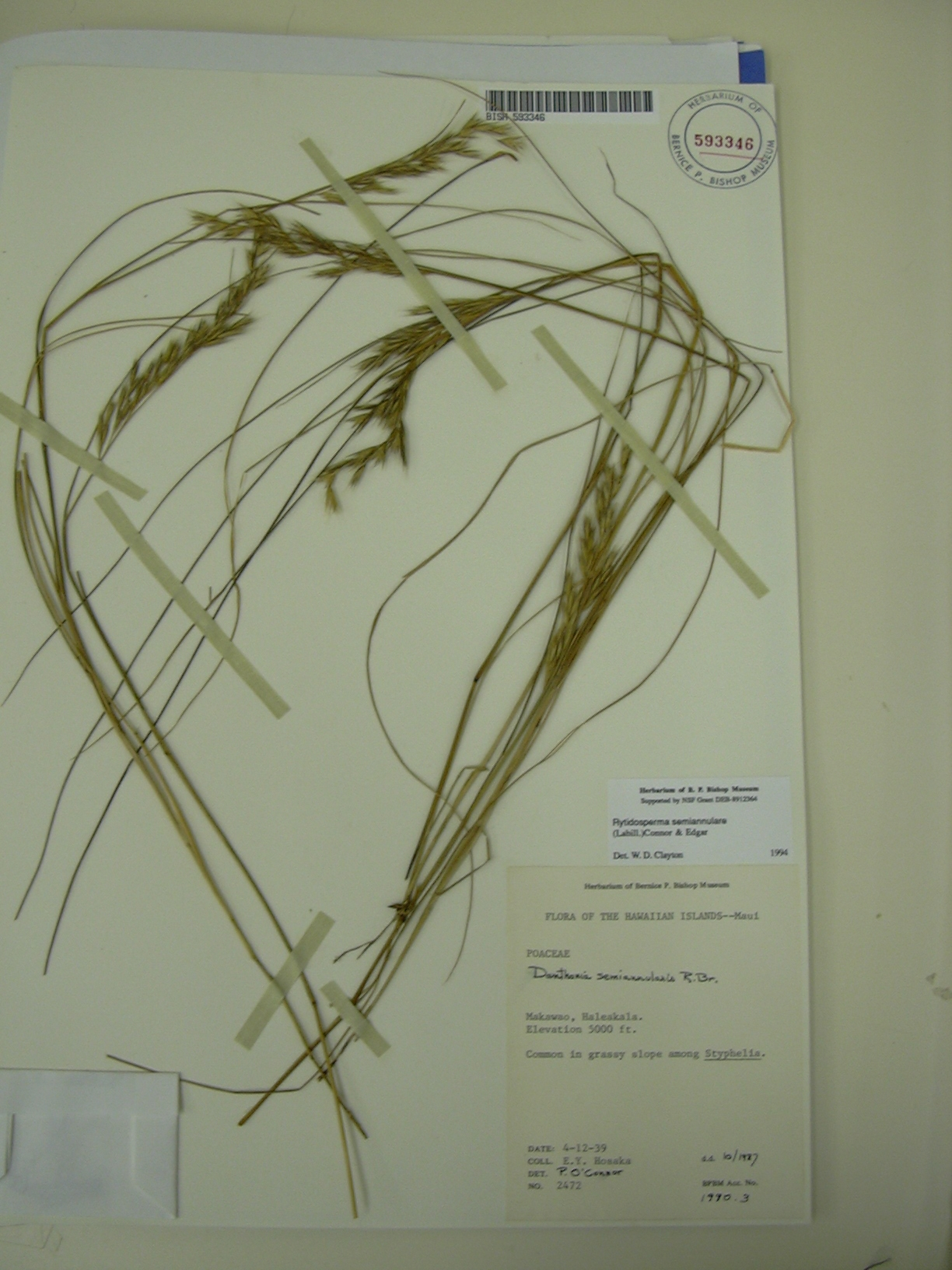